# The Madcaps
The Madcaps, auch Madcaps, war eine österreichische Band, die besonders in der Zeit der Wiener Dialektwelle erfolgreich war.
Gegründet wurde sie 1965 in Strasshof an der Nordbahn von Hans-Ferdinand Kloiber. Ursprünglich hieß die Band German-Six.
Mit dem Song I man i dram schaffte die Band den kommerziellen Durchbruch und platzierten sich in den österreichischen Charts auf Rang 3. Bekanntestes Mitglied war Georg Danzer, der für die Gruppe kurzzeitig sang und textete (u. a. I man i dram, Der Schneemensch) und später mit Songs wie Der Tschik und Jö schau eine sehr erfolgreiche Solo-Karriere startete. Gert Haussner aka „Bluebone“ spielt bei der 1991 gegründeten Band Boring Blues Band.

## Diskografie
Alben
- 1973: Made in Austria (EMI Columbia – E 062-33092)
- 1987: Nachtfalter (Hank Records – HANK 200.101)

Singles (Auswahl)
- 1969: We Can't Change the World" (Norbert Weiß) / What have you done?(Hans Kloiber)
- 1970: Und wem's ned gfoid, der soll sich haun über d'Häusa / I man i dram (EMI Columbia – E 006-33037)
- 1971: Summer Is / John Wayne (EMI Columbia – E 006-33062)
- 1972: Der Schneemensch  / No Na (EMI Columbia – E 006-33081)